# Sometime, Somewhere
Sometime, Somewhere (Algún día, en algún lugar) è un film documentario del 2023 diretto da Ricardo Preve.
Prodotto tra Argentina e Stati Uniti, il film racconta la storia di un gruppo di immigrati ispanici e latino-americani di Charlottesville, Virginia; racconta chi sono e perché hanno lasciato le loro case, cosa è successo loro quando sono arrivati negli Stati Uniti e quali sono le loro speranze per il futuro.
Il film ha come protagonisti avvocati e medici che lavorano a fianco di immigrati e attivisti della comunità, ed è stato proiettato in diversi festival internazionali, ricevendo premi e candidature.

## Trama
Il primo atto del film è incentrato sulle ragioni che spingono migliaia di persone a fuggire dal paese latino-americano in cui vivono. I migranti raccontano le motivazioni che li hanno spinti a raggiungere gli Stati Uniti, narrano storie di cartelli della droga e di violenza domestica e parlano delle varie ragioni economiche che li hanno costretti a fuggire: povertà, cambiamenti climatici e mancanza di opportunità economiche.
Il secondo atto inizia con scene tratte da Furore (1940), film interpretato da Henry Fonda e diretto da John Ford. Lo storico del cinema Kevin Hagopian spiega il legame del film con l'immigrazione odierna. L'autore esamina poi altri esempi di storie di immigrazione forzata negli Stati Uniti: la fuga degli irlandesi dalla carestia e la condizione degli afroamericani ridotti in schiavitù.
Il film prosegue con interviste e testimonianze di immigrati sulle difficoltà di vivere senza documenti negli Stati Uniti. Tra i protagonisti c'è una donna nativa e originaria del Guatemala, che vive in una chiesa come profuga, due uomini che gestiscono una pizzeria, una coppia che lavora in una falegnameria e un riparatore di climatizzatori, tra gli altri.
Il film vede la presenza di tre avvocati specializzati in immigrazione che lavorano al fianco degli immigrati nel tentativo di evitarne la deportazione, di un organizzatore della comunità portoricana che si batte per i diritti degli immigrati, di due medici specializzati nell'assistenza sanitaria bilingue e del capo della polizia di Charlottesville, che racconta le conseguenze traumatiche degli attacchi dei suprematisti bianchi nell'agosto del 2017.
L'ultimo capitolo parla di un'organizzazione no-profit chiamata Sin Barreras, gestita da un ex marine e attivista ispanico che si batte per i diritti degli immigrati, di una donna che insegna agli immigrati a guidare per ottenere la patente della Virginia e di un pittore messicano che, da quindici anni, organizza tornei di calcio per tutti gli immigrati latino-americani e ispanici.
Il film vede inoltre la partecipazione di Seth Michelson, poeta e professore presso la Washington and Lee University di Lexington, Virginia. Michelson lavora con bambini immigrati e senza documenti, privati della libertà nelle carceri di massima sicurezza, e insegna loro a scrivere poesie. Il film si conclude con diverse riflessioni da parte dei personaggi coinvolti.

## Produzione

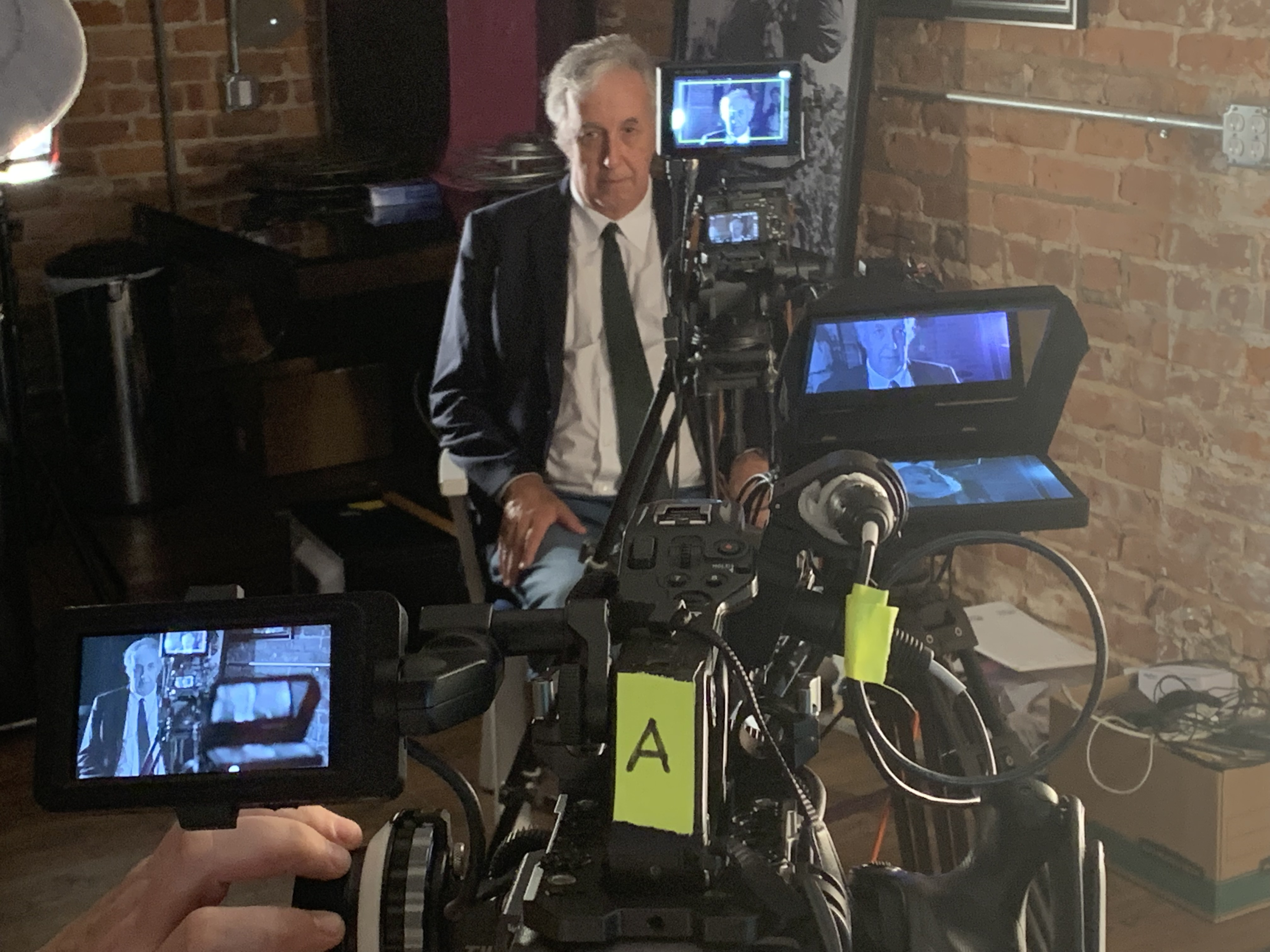
Ricardo Preve durante le riprese del film (2022).

Preve ha attinto alla propria esperienza di immigrato dall'Argentina nel 1977 per realizzare questo film, girato interamente in Virginia Centrale. Le riprese principali si sono svolte nell'agosto del 2022, per un periodo di tre settimane, con una troupe di produzione proveniente dall'Argentina, con protagonisti appartenenti alla comunità degli immigrati di Charlottesville.
Fin dall'inizio della produzione, l'intenzione di Preve era quella di girare l'intero documentario in bianco e nero, e sia il design della produzione che la fotografia sono stati realizzati in quest'ottica. Una seconda unità è stata inviata a Washington D. C. Preve e il direttore della fotografia, Leonardo Val, hanno girato altre riprese a Charlottesville nel gennaio 2023.
Il montaggio e la post-produzione del film sono stati realizzati a Buenos Aires, Argentina, all'inizio del 2023. In quell'anno, il film ha esordito con le proiezioni pubbliche, partecipando alla selezione ufficiale del 36° Virginia Film Festival con una proiezione il 28 ottobre 2023, presso l'Università della Virginia. Prima della proiezione, Preve ha ricevuto il premio Gov. Gerald L. Baliles Founders, per il suo contributo al cinema in Virginia.

## Distribuzione
Il documentario ha fatto anche parte della selezione ufficiale dell'ottava edizione del Golden Gate International Film Festival, durante il quale ha ricevuto una nomination per la migliore fotografia e ha vinto come miglior film straniero. È stato inoltre selezionato ufficialmente alla quindicesima edizione del Festival Internazionale del cinema latino, uruguaiano e brasiliano a Punta del Este, Uruguay, dove ha vinto il premio per il miglior documentario. Nel 2024 ha ottenuto una nomination come miglior documentario al Festival del Cinema Iberoamericano di Miami.

## Riconoscimenti
- 2023 - Golden Gate International Film Festival - Candidatura per il miglior fotografia, miglior film straniero[12]
- 2023 - Festival internazionale del cinema latino, uruguaiano e brasiliano LatinUY - Miglior documentario[6]
- 2023 - Virginia Film Festival - Premio Gov. Gerald L. Bailes Founders (per Ricardo Preve)[11]
- 2023 - Festival dell'Accademia del Cinema di Antigua - Menzione d'onore per il miglior documentario internazionale[14]
- 2024 - Ibero-American Film Festival, Miami - Candidatura per il miglior documentario[13]